# Flora Rica
Flora Rica é um município brasileiro do estado de São Paulo. Sua população estimada em 2016 era de 1.602 habitantes.

## História
O município de Flora Rica foi fundado no ano de 1.946, pelo proprietário de terras, José Firpo. Por possuir terras férteis, o município foi nomeado primeiramente como Vila Rica, logo atraindo uma população com interesses agropecuários. No dia 19 de março de 1.948, Vila Rica tornou-se distrito do município de Pacaembu, nomeado como Distrito da Paz.
No dia 30 de dezembro de 1953, Vila Rica foi denominado através da Lei Estadual n° 2.456 como município, alterando seu nome para Flora Rica, devido à variedade e exuberância de sua flora, entretanto, a Comarca continuou sendo o município de Pacaembu.
A primeira eleição do município foi realizada no dia 30 de outubro de 1.954, elegendo Octaciano Pereira de Andrade como prefeito municipal e os seguintes vereadores: Azarias Bonfim, Emílio Bachiega, João Medeiros de Sá, José de Oliveira Aguiar, José Nascimento Alves, Luiz Buzinaro, Mario Iano, Sebastião Costa e o presidente da câmara Millo Vecchiatti.
No dia 19 de março comemora-se seu aniversário juntamente com o dia do seu padroeiro São José.

## Demografia
Dados do Censo - 2000
População Total: 2.177
- Urbana: 1.568
- Rural: 609
- Homens: 1.092
- Mulheres: 1.085

Densidade demográfica (hab./km²): 9,67
Mortalidade infantil até 1 ano (por mil): 16,10
Expectativa de vida (anos): 71,10
Taxa de fecundidade (filhos por mulher): 2,26
Taxa de Alfabetização: 82,83%
Índice de Desenvolvimento Humano (IDH-M): 0,747
- IDH-M Renda: 0,650
- IDH-M Longevidade: 0,768
- IDH-M Educação: 0,824

(Fonte: IPEADATA)

## Geografia
Localiza-se a uma latitude 21º40'33" sul e a uma longitude 51º23'03" oeste, estando a uma altitude de 382 metros. Possui uma área de 225,115 km².

### Rodovias
- SP-501

## Infraestrutura

### Comunicações
O sistema de telefones automáticos foi inaugurado na cidade em 1985 pela Telecomunicações de São Paulo (TELESP), que também implantou o sistema de discagem direta à distância (DDD) em 1988 com o código de área (0188).
Na década de 90 o código DDD da cidade foi alterado para (018), para padronização do sistema telefônico com a telefonia celular que estava sendo implantada em todo o estado.

## Economia
Sua principal atividade de sustentabilidade econômica é a agropecuária, na área de cana-de-açúcar. O município se localiza em área favorável tanto para progressão comercial quanto para a agropecuária, pois está entre a Nova Alta Paulista e a Alta Sorocabana.

## Religião
O Cristianismo se faz presente na cidade da seguinte forma:

### Igreja Católica
- A igreja faz parte da Diocese de Marília.[8]

### Igrejas Evangélicas
- Assembleia de Deus Ministério do Belém.[9][10]
- Congregação Cristã no Brasil.[11]